# 乳房再建
乳房再建（にゅうぼうさいけん、英: Breast reconstruction）とは、外傷や奇形、乳癌除去手術などの理由で形状が大きく損なわれた乳房を再建する形成外科術である。

## 概要
およそ両の乳房は女性のシンボルであり、これを大きく損なった際には女性の精神的苦痛が大きなものとなったり、クオリティ・オブ・ライフ(QOL)に大きな影響を及ぼしたりすることがある。下着などである程度誤魔化すことは可能であるがそれはわずらわしいものであり、他人との入浴に制限が伴う場合もある。このため、乳房の再建が望まれる場合がある。
アプローチとしては人工材料(インプラント / プロテーゼ / シリコンバッグ)の挿入(本項では以降インプラント法とする)、真皮脂肪移植、皮弁移植(組織移植)などの手法がある。
鬼塚(1996または2007)によれば、乳癌手術後の乳房再建が行われたのは1895年のCzernyによるlipoma移植が初であると言う。1963年にCroninがsilastic gel implantを用い、1978年にはRadvanがtissue expansion法を報告。1970年代後半から積極的に行われる様になり、日本ではインプラント法での再建は1976年、背部組織の移植が1979年、腹部の組織の移植が1982年が初のもので、いずれも東京都立駒込病院の坂東正士の手によるものとされる。ただし日本人女性は欧米人と比較して乳房が小さく、下着等で誤魔化しやすいからか、あるいは女性のシンボルである乳房に対する関心の薄さからか、かつては乳房再建を希望する患者は少なかったと言う。
片側のみの再建となった場合、乳房の形状や質感が左右で異なる場合があるため、患者が希望すれば健全な側(健側)も患側に合わせて修正するか、或いは切除し、同等の再建術が行われる場合もある。また、再建された乳房は通常の乳房より柔軟性に劣る傾向があり、これは即ち、体位によって柔軟に、様々な形状に変形する通常の乳房に比べれば、再建乳房はあまり体位によっては変形しないことを意味する。従って日常生活の大部分を占めると考え得る立位、座位状態の乳房を基準にデザインが行われるべきである。
なお、慶應義塾大学形成外科での1974年1月から1984年12月までの実績によれば、再建術50症例の内、乳癌根治術後のそれは28例、次いでPoland症候群が16例であった。

### 外傷または奇形等
外傷性乳房欠損または奇形への適用の場合、原則的に形態のみの再建となる。

### パッド・人工乳房

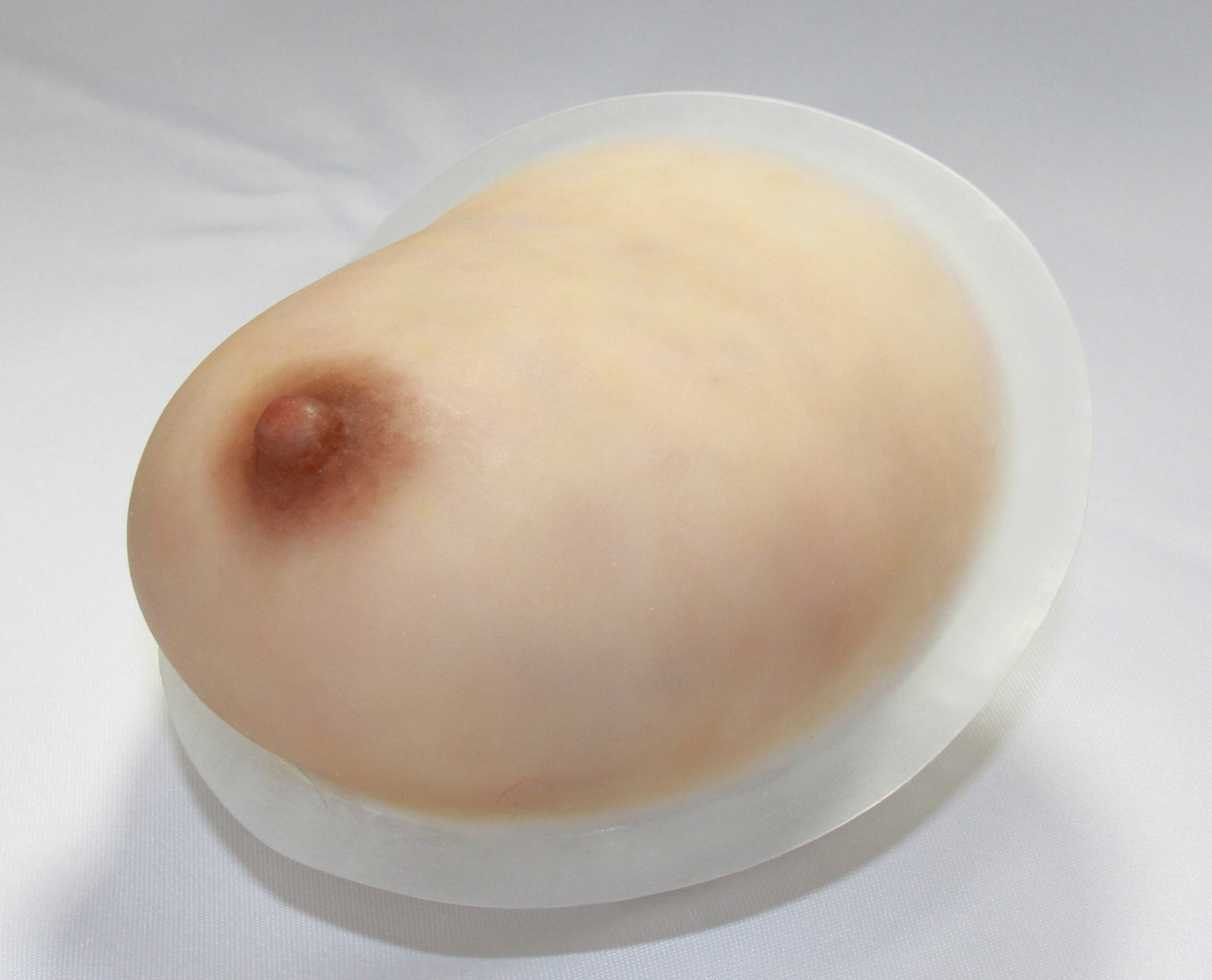
3Dスキャナーと職人技により再現された最新の人工乳房（右胸用規格品、Cサイズ、マエダモールド製）

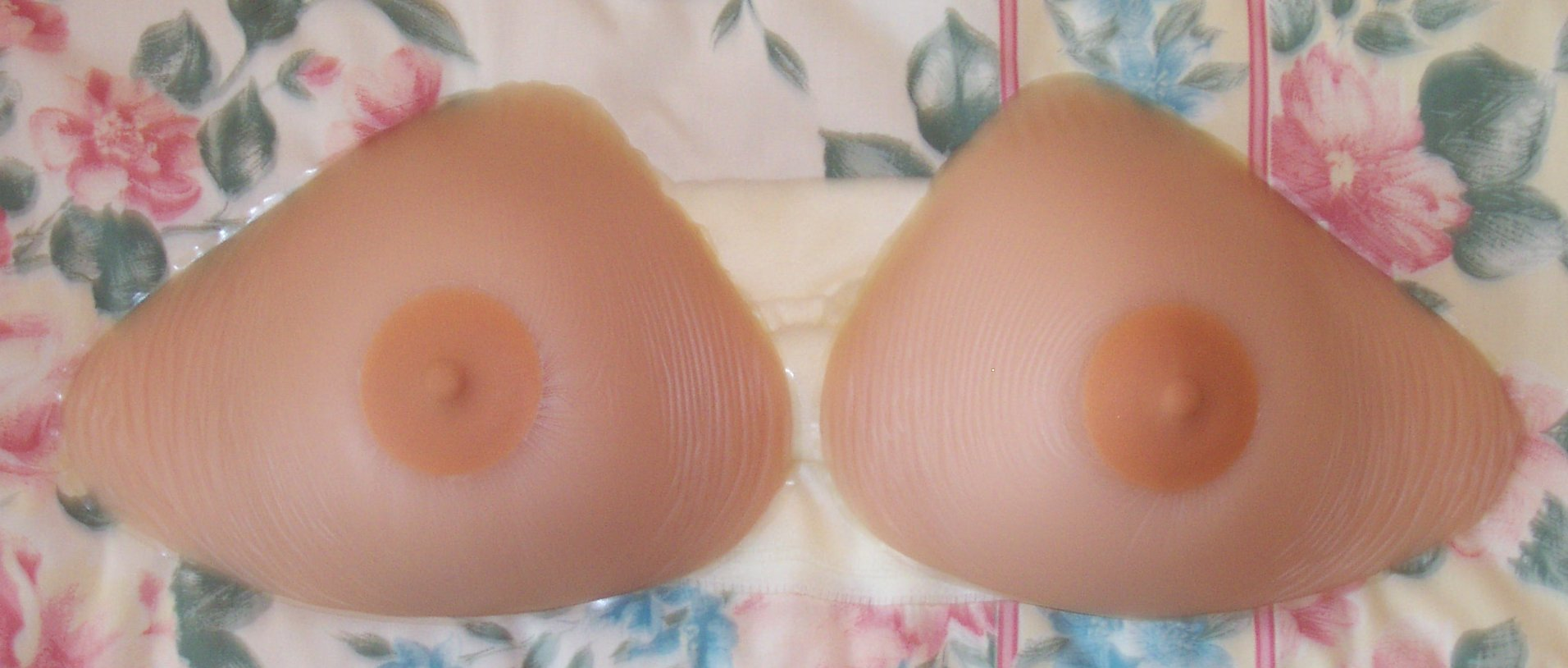
人工乳房の例

外見上失った乳房を補う手段として、手術以外にも下着用パッド(質量と安定感のあるシリコン製や、軽量なウレタン・スポンジ製など)、胸部の皮膚に貼り付けるなどする人工乳房(やはりシリコン製やウレタン製など)、各種専用のサポーターや下着などがある。

### 乳癌
乳癌の早期発見および治療技術の進歩

により、乳房の温存や再建についても有利な情勢が築かれつつある。1940年代には大胸筋を温存する術式が、1960年代には小胸筋も温存する術式が報告され、1970年代後半からはこれら非定型的乳房切除術が標準化されていった。
1980年代にはVeronesi、Fisherが乳房温存手術を発表。1990年にはアメリカ国立衛生研究所(NIH)の合意委員会がstage I - IIのものに対して温存療法が適切であると結論。2007年現在、約50%の患者について、乳房温存手術が行われている。このため、乳癌術後に大規模な再建が必要とされるケースは減少しつつあるが、再発が心配、放射線治療を避けたいなどの理由で患者が温存法を選ばず、あえて乳房の切除の上での再建を希望するようなケースも少なくない。
手術時期としては、転移、再発の虞が少ない場合などに腫瘍の摘出と同時に再建が行われる一期再建のケースと、
6か月 - 2年程度経過を観察、放射線治療や抗がん剤治療が完了し、再発、転移等がみられないことを確認した後に再建される二期再建のケースとがある。
二期再建の場合は乳癌切除術後再建術までの期間、乳房の喪失により喪失感を覚えるなど一時的にQOLは低下し、また手術が2回に及ぶため経済的負担も増すが、やはり二期再建の方が安全であるとされる。また、患者が病院および形成外科医を選べると言う利点もある。日本では2006年4月から、ティシューエキスパンダー(後述)、および組織移植については乳癌切除後の一期再建術、二期再建術共に保険適用として認められている。
なお、欧米では予防的措置として健側の乳腺も切除し、両乳房に再建術を施すといった例もある。

## 乳房の再建
乳房自体の再建については人工材料、すなわちインプラントの挿入で乳房の隆起を得る場合と、有茎植皮(皮弁移植)によるもの、もしくはその組み合わせによって行われる。皮弁を回転させることで生じる隆起である程度の形状を得ることもできるが、これのみでは自ずと限界がある。また、Z形成術でもある程度の隆起を得ることができるほか、隆起のための材料として腹腔内の大網を移植する場合もある。

### インプラント

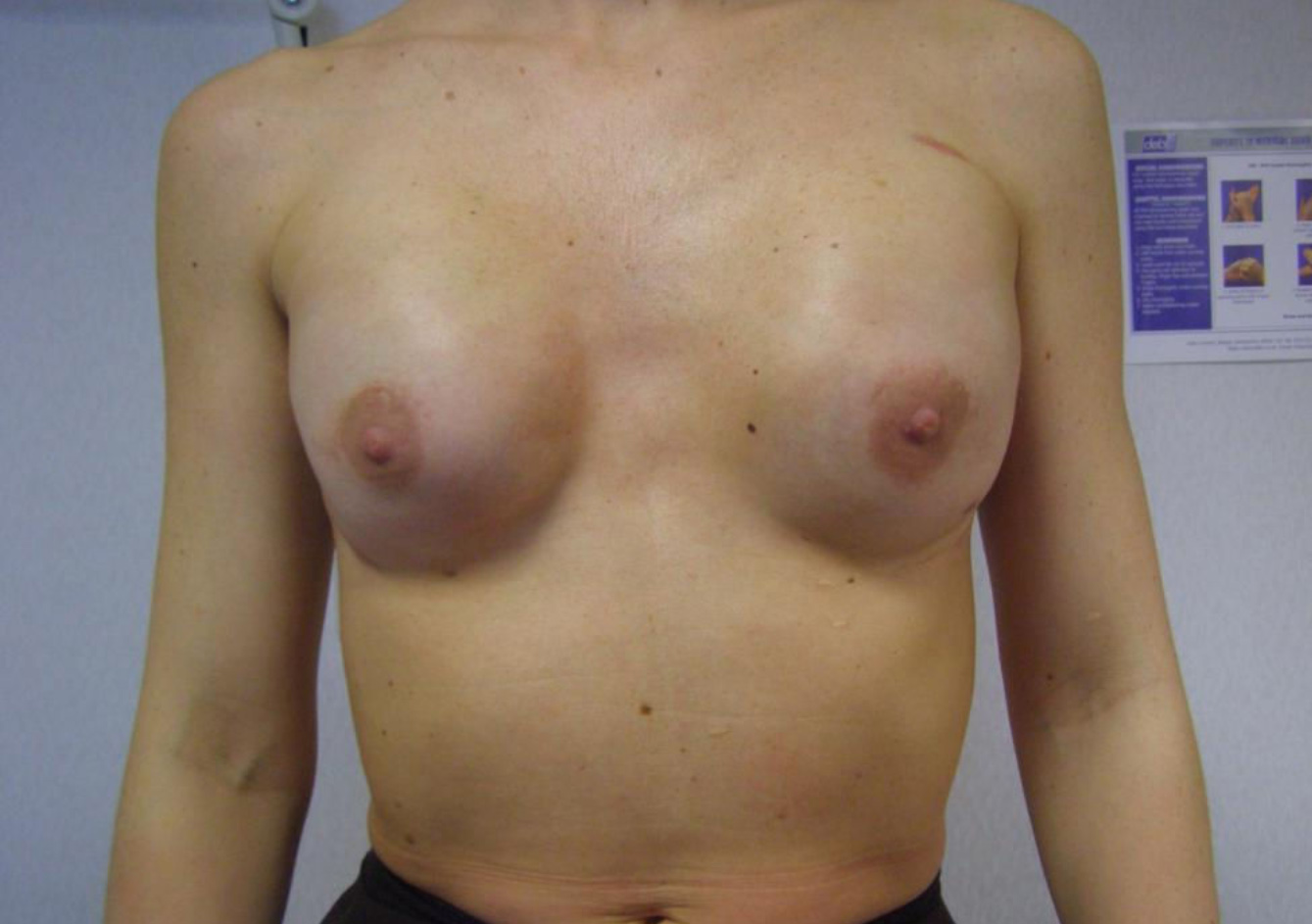
両側の乳房をインプラントで再建した例。乳首は温存できた。

大胸筋を剥離し、人工材料、すなわち豊胸手術などで使われるインプラント(バッグ式プロテーゼ)を乳房に挿入する術式。土台となる大胸筋が残されていることが条件となる。多くの場合は組織拡張器(tissue expander、ティシューエキスパンダー。シリコンエラストマーでできたバッグ)を大胸筋下に留置、生理食塩水を何回かに分けて注入し、数か月かけて、やや大きめとなるまで皮膚を伸ばす。その後数か月をかけて皮膚が伸びた状態で充分落ち着くまで待ってからインプラントを挿入する、といった手順となり、最短でも6か月程度の期間を要する。2010年現在、早期癌では多くの場合乳房皮膚の温存が可能となってきており、その点ではインプラント法に有利な情勢が築かれつつあると言える。2013年7月からは健康保険適応となった。
乳房インプラントは2004年現在、主としてシリコンエラストマーに生理食塩水を充填した生理食塩水型と、粘度の高いシリコンジェルを充填した型が用いられている。サイズはAカップで150 - 200ml、Bカップで200ml - 250ml、Cカップで250 - 300mlが目安である。
手術自体は比較的平易であり手術痕も小さく、入院は通常2 - 4日程度、また乳癌術後にインプラント法を用いた場合については再発時の抜去が容易であり、皮弁を最後の手段として温存できると言った利点もある。
欠点としては、
人工材料であるため、残された健康な乳房と形状、感触、揺れなどが異なる、
既製品の中からの選択となるため、下垂乳房なども含め、全てのケースに対応できるわけではない、
若干の違和感を覚える場合がある、
破裂や皮膚を破っての脱落、乳房内でのインプラントの回転および炎症・皮膜拘縮や感染症の危険性があり、術後は恒久的な注意を要する、
放射線治療等の影響で組織が変性し、組織拡張ができない場合がある、
または術後の放射線照射が行えない、
日本人の場合は周囲の皮膚が足りずに瘢痕が目立つ場合がある、もしくは物理的に施術が不可能である、
などが挙げられる。
辻、多久嶋 (2010)では低侵襲性が患者の好評を得ており、2008年には77%の患者がインプラント法を選択したと報告している。また、坂東正士は、若年層にはさしあたってインプラント式による再建を行っておき、中年期を迎えてから自家組織によって抜本的、恒久的な再建を行うといった概念を提唱している。
なお、かつて行われていたパラフィン、シリコン等の注射法は、副作用が非常に大きいため現在は用いられていない。参照 ナリマン・モタメド博士

### 組織移植

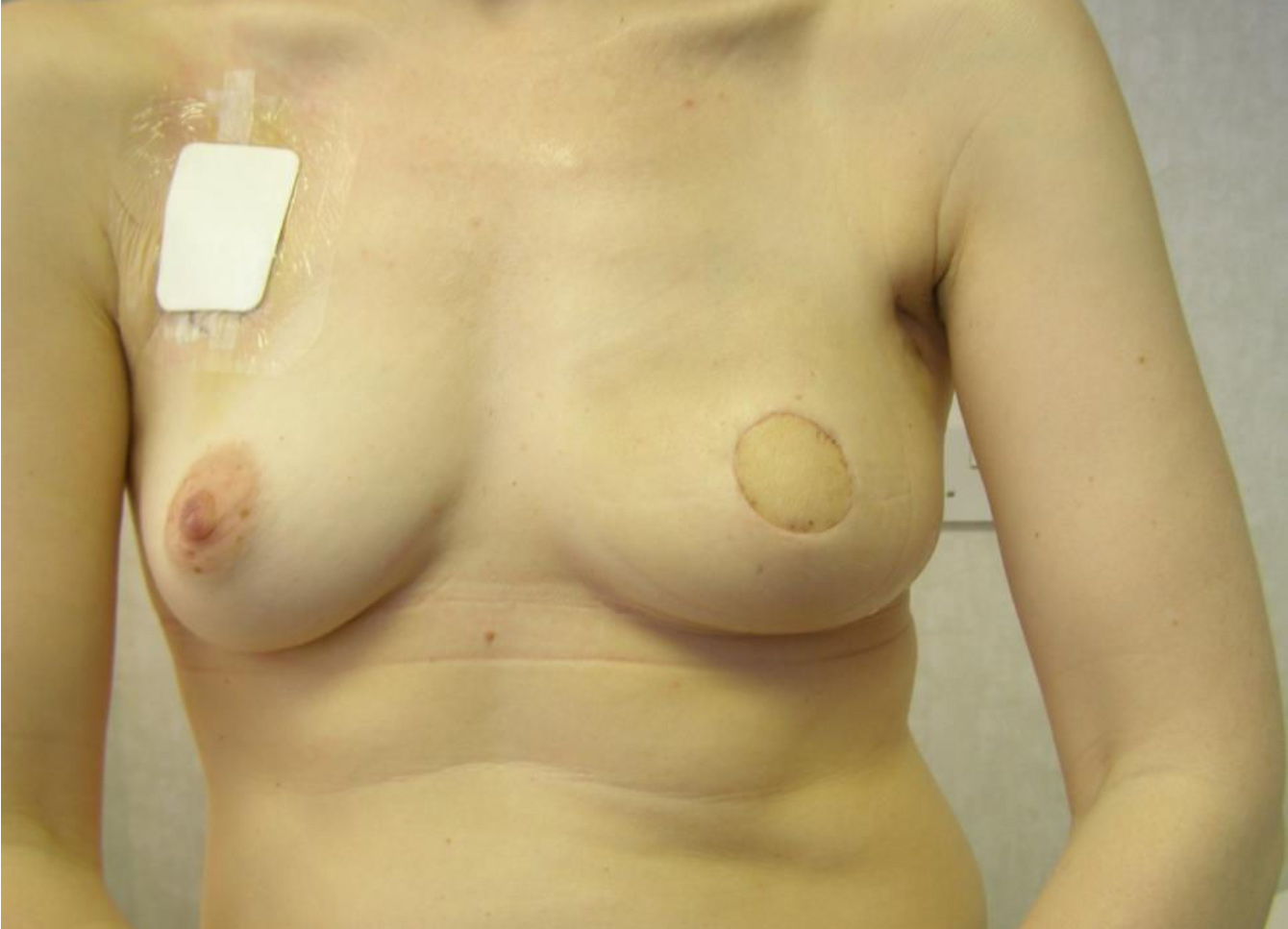
広背筋皮弁による乳房再建(45歳女性)

インプラント法と比較し、2009年現在日本では多くは保険適用である、自然な感触が得られる、形成の自由度が高い、大きな皮膚欠損にも対応できる、生着し落ち着いた後にはさしたるケアを要さない、などの利点があるが、手技は比較的難しく、入院も2週間程度が見込まれ他の持病がある場合にはそれとの兼ね合いもあり、採取側、移植側共に傷跡(手術侵襲)が残り、色調や皮膚のきめなどに関しても同一ではないため(カラーマッチ、テクスチャーマッチ)、場合によってはパッチワーク状になると言う欠点がある。このためインプラント法と同様に、表皮は組織拡張器での伸展で対応することも選択肢の一つである。すなわち、皮弁として採取したものは必ずしも表皮の大部分が利用される訳ではなく、必要な分を残し表皮を除去し(脱表皮)、残った皮下組織をいわば乳房隆起のための詰め物として用いるといった具合であり、全く表面に露出しない例もある(筋脂肪弁)。この様な場合であれば、見た目の違和感は最小限に抑えることができる。
なお、右図は乳癌摘出術時、乳腺と同時に乳輪・乳頭も切除した例。乳輪・乳頭があった場所には、皮弁の皮膚が収まっている。乳頭、乳輪部は潜伏癌が残る可能性があるため切除されることが多いが、放射線の集中照射などと組み合わせることで、これを温存できる例も見られる様になってきており、森らの報告 (2007)では、早期癌の場合、乳頭・乳輪と病変部が2cm以上離れていれば温存が可能としている。
以下の術式例は代表的なものであり、これら以外にも乳房下溝線部脂肪筋膜弁移植、腹部遊離真皮脂肪弁移植、複数箇所からの組織を採取し遠隔移植で乳房を再建するキメラ移植などの例もある。また、佐武ら (2011)は、穿通枝皮弁について、下腹部以外にも全身12か所から13種類の皮弁を採取し、乳房再建に用いることが可能であるとしている。

#### 遊離脂肪移植
いわゆる「脂肪吸引」により大腿部または腹部から2mm - 4mmのカニューレ(管)を用いて採取した脂肪を14G - 18G程度の注射針を用いて乳房に注入し、その隆起を再現するもの。手術侵襲は少なく感触等は自然なものであり、またインプラントとの併用も可能であるが、遊離組織であるため壊死や石灰化などの危険があり、生着率は10 - 30%程度と言われていた。だが近年(2010年現在)、技術の向上に従い、生着率も向上してきている。また、やせ形の患者に対する方法としては不適で、具体的にはBMI17以上、体脂肪率20%以上、体重42kg以上が目安であるとする報告がある。また、乳房温存術後の部分的欠損に好適ともされる。
近年の技術向上がめざましく、開発中の技術ではあるものの、移植後の血管の再生を促進するために、吸引脂肪には比較的少ない脂肪幹細胞、前駆細胞を、余分に吸引した脂肪から酵素処理で取り出した間質血管細胞群で補って移植するなどの方法で、生着率の向上や萎縮の防止などが見込まれている。
幹細胞を培養して脂肪に混ぜて注入するという技術も開発中である。2019年4月、横浜市立大学附属市民総合医療センターが、同治療を日本の大学病院で初めて開始したことを発表した。この治療は、少量の脂肪から取り出した幹細胞を培養して数を増やした上で使用することができるので、従来の遊離脂肪移植法に比べて多くの幹細胞を注入することができる。これによって脂肪の生着率のさらなる向上が期待できるだけでなく、もともと脂肪量が多くない人に対しても無理なく実施できるものと考えられている。なおこの治療は、第二種再生医療に該当する。

#### 腹直筋皮弁
下腹部からの筋皮弁移植。通常は有茎皮弁とされ、皮弁を横軸に採り、上腹壁動静脈を栄養血管として用いる transverse rectus abdominis myocutaneous flap : TRAM flapの形式を取る。
これは腹直筋と下腹部の皮膚および皮下組織を血管ごと、血流を保ったまま胸部に移植(移動)するものであり、原則的には対側の腹直筋を用いる。
最も標準的な再建方法であり、広背筋皮弁と比較し組織量が多く乳房隆起の再建に適する。また、皮弁において筋肉が占める割合が5%程度であるため(広背筋皮弁は70 - 80%)、腹直筋の廃用性萎縮による全体の萎縮はほぼ見られない。広背筋皮弁よりやや遅れ、1979年にRobbinsが縦型を報告、その後多くの医師により横型が提唱され広まったとされる。
入院期間は短くとも10 - 14日程度。
皮弁を採取した腹部には3か月程度、腹帯などでの保護を行い、また一部の運動を制限する場合がある。再建された乳房は触覚などの感覚の回復は早いが、痛覚の回復には1年、冷感は3年、温感の回復には5年程度を要するという。
血流的には広背筋皮弁移植に比べて不利であり比較的部分壊死等を起こしやすく、またあまりに大きな移植を行うと腹壁ヘルニアまたは膨隆、腰痛を起こす場合があり、採取部に補強などを要する場合がある。
また、下腹部がスリムになると言う副作用もあり、横軸方向に採取すれば(TRAM-flap)採取部の創(傷跡)を下着で隠れる部位に納めることのできるケースも多い。主に美容上の問題から原則的には横軸型の採取が行われるが、組織の血行としては縦軸型(VRAM-flap)もしくは斜め軸型に採取した方が安定する。
なお、TRAM-flapの場合、血管茎を採取する腹直筋の上の部分をzone I、対側腹直筋上をzone II、採取側腹直筋の外側をzone III、対側腹直筋の外側をzone IVとし、順に血流が悪くなる。通常zone IVは切除し捨てられる。その他状況に応じて臨機応変に対処される。
この術式は術後の患者の満足度は42%と最も高く、失敗率も3%と、最も低いとの報告がある。ただし腹直筋を侵襲する場合は腹壁が弱くなるため、妊娠・出産を希望する患者には必ずしも適さない。

##### 深下腹壁動脈穿通枝皮弁
deep inferior epigastric perforator flap : DIEP flap。
近年では穿通枝が多数ある場合には臍の周囲からの遊離(吻合、遠隔)皮弁移植も選択肢となっている。この場合腹直筋の温存が見込め、採取部の機能損失は最小限に抑えられるが、遊離皮弁と言う性質上マイクロサージャリー(手術用顕微鏡)による血管吻合を要するなど手技は比較的難しくなり、吻合部血栓等、リスクの増加も懸念される。従って矢野 (2011または2008)によれば、日本ではまだ一般的とは言い難い手技であるが、近年は術前の超音波検査での穿通枝の観察が容易になり、また術後も血行のモニタリング法が発展、移植皮弁の全壊死などの危険性も低下しており、熟練した医師の手によれば第一選択となり得るとの論もある。
なおこの場合、幅12 - 15cm程度、長さ32 - 45cm程度、重さ 350 - 1500g程度までの皮弁が採取できる。
遊離皮弁の栄養血管には深下腹壁動静脈が用いられる。またNahabedianによれば腹直筋の採取・温存の方法によってMuscle Sparning TRAM-flapはMS-0(腹直筋の全幅を採取)、MS-1(深下腹壁動静脈の外側の腹直筋三分の一を温存)、MS-2(深下腹壁動静脈の両側の腹直筋を温存)、MS-3(全ての筋体を温存)と分類され、MS-3がDIEP-flapと呼ばれる。
なお、筋膜の切開が必要とされる本DIEP flapの問題点を解決するため、浅下腹壁動静脈を利用した遊離浅下腹壁動静脈皮弁(free superficial inferior epigastric artery flap: SIEA flap)の利用も増加しつつある。

##### その他
皮弁の採取域を対側にまで拡大し、対側の血管柄については腋窩周辺の適切な血管と吻合する、いわば有茎皮弁移植と遊離皮弁移植のハイブリッドとも言える血管吻合付加腹直筋皮弁という方法もあり、これはより大きな組織を得られ、また血流を2方向から確保できるため、リスクもより小さくなるとする報告がある。また、血流の安定確保といった観点から、両側から少しずつ血管茎を確保する有茎TRAM、dTRAM(double pedicle TRAM)法も用いられている。

#### 広背筋皮弁
latissimus dorsi flap。背部からの有茎皮弁移植。広背筋に背中の皮膚が付いたものを腋窩部を支点として、血流を保ったまま血管ごと移植(移動)する。大方、血管柄は切り離さず、広背筋皮弁の剥離だけを行い、背中側にある採取創から乳房の創まで、腋の皮膚を剥離し皮下トンネルを作って、そこを通して皮弁を背中側から胸側にもってきて固定する形である。この再建術は1977年のSchneiderや1978年のBostwickらの報告まで遡ることができる。
広背筋は解剖学的に大胸筋と類似している意味があり、
皮下組織や皮膚の再建に適している。面積的には最大でおよそ30cm四方の皮弁が得られ、血行も良好であり、手術も比較的平易、移植の失敗や一部壊死等のリスクは少ない。また、折りたたむなどして比較的自由にデザインができる。総じて使い勝手の良い皮弁であり、古くから利用されてきた。
この皮弁が乳房再建に用いられる場合は、通常、3 - 7cm * 15cm程度のサイズとなり、横方向、または斜め方向に採取することで傷跡をブラジャーで隠れる範囲に収めることもできる。またこの術式は、患者が妊娠を望む場合、腹直筋皮弁移植術と比べて有利である。さらに、採取部の機能的な損失、即ち腕の機能の損失は非常に少なく。また、皮弁の挙上が比較的短時間で行えるため、同時再建にも向く。
ただし組織量は少なく、乳房の隆起そのものの再建は難しく、この場合インプラントとの併用がなされる場合がある。また、何分胴体の背面から胸部への移植(移動)となるので、表皮を用いる場合、皮膚の色調や感触などでは不利である。その他、手術中の患者の体位が側臥位(横寝)となり乳房が通常の立位とは異なる形状に変形しているため、乳房の適切な整形が困難である面もある。
また、腰部のやや脂肪組織の多い部分をも採取し、インプラント無しでの乳房の隆起を行う拡大広背筋皮弁による再建術も提唱されている。

#### 臀部からの組織移植
遊離大臀筋皮弁臀部からの(遠隔または遊離)筋皮弁移植であり、大臀筋の上部三分の一を使用する。
上臀動脈穿通枝皮弁(S-GAP flap) / 下臀動脈穿通枝皮弁(I-GAP flap)臀部の上部または下部から皮弁を採取し乳房へ移植する。
日本人の場合体格の不利からあまり大きな移植は行えない場合があるが、体格の優れた欧米人には適した術式である。日本においては、体格の問題から腹直筋皮弁が採取できない場合や、将来の妊娠・出産を希望する場合に適用が検討される。臀部の下部から採取するI-GAP flapの方がより大きな皮弁を採取できるが、特に片側からのみ採取した場合などについては、座り仕事が多い患者には不適。また、臀部下部の皮膚には色素沈着などが見られる場合があるため、表皮を用いない形での再建に用いられる。参照 ナリマン・モタメド博士

## 乳頭・乳輪の再建

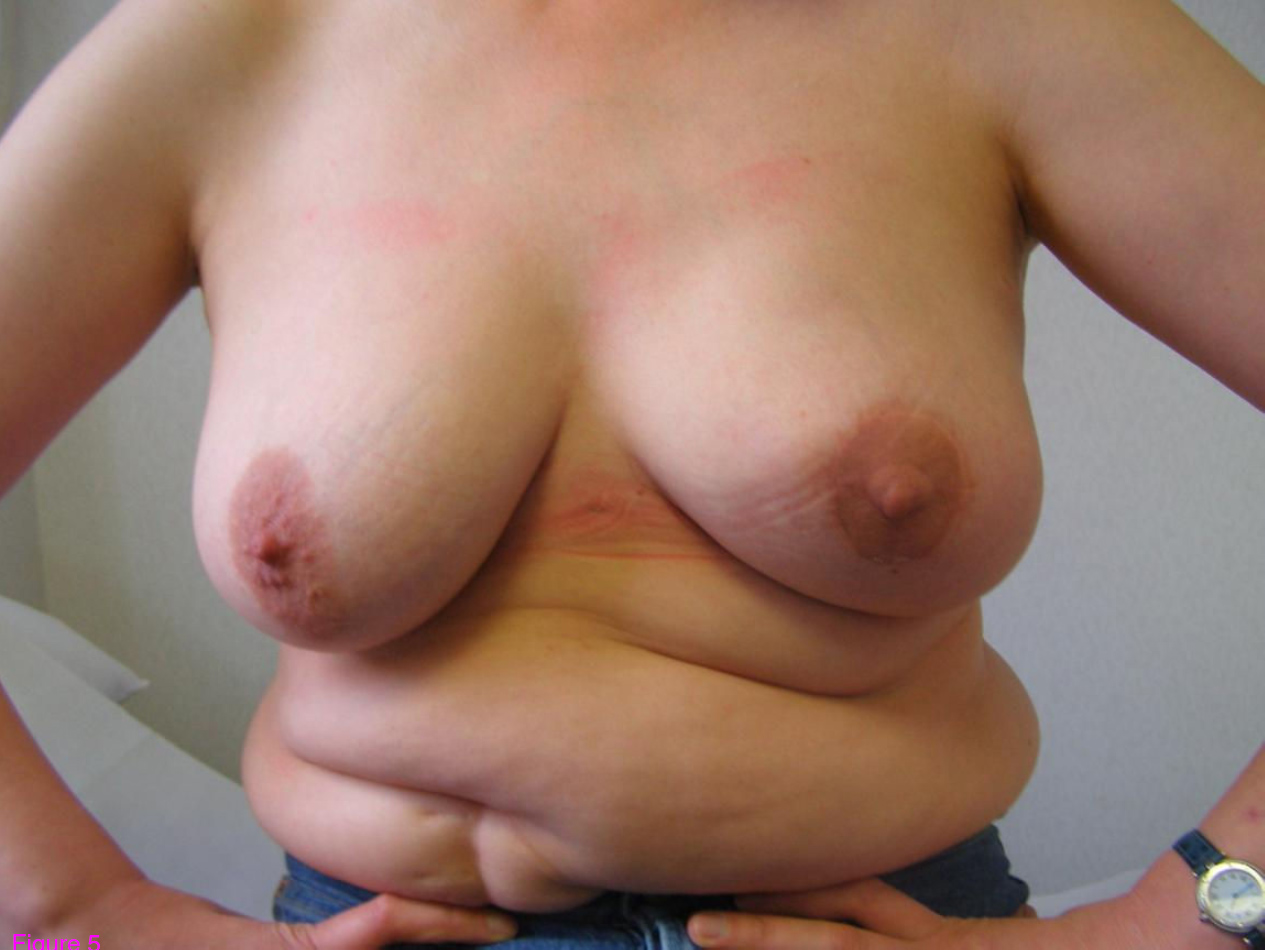
再建された左乳首。色調は入れ墨で対応。乳房自体は皮膚温存切除術後の広背筋皮弁移植

乳首(乳頭および乳輪を合わせた総称)の再建手術は肉体への負担が少なく、外来でも手術可能である。
乳房自体の再建が完了したあとに、改めて行われることも多く、一度形成した乳首を移動・修正することは困難であるので、特に自己組織による乳房再建を行った際には、その形状が充分落ち着いてから再建することが好ましいとされる。ただし乳房の再建と比較すると、乳首の再建を希望する患者は少ない。
色調に関しては必要であればtattoo(入れ墨)で対応するが、患者に特にこだわりがない場合には特に何もせずにおき、 他人との入浴時などやむを得ない時のみ、サインペンや油性マーカーなどで着色して済ませると言った例もある。
将来授乳の可能性が無い場合は健側の乳首を用いての移植による再建が望ましいが、患者の乳首が小さい場合はやはりそれは難しく、また健側にまで手を入れることを患者が良しとしない場合もある。
健側の乳首を移植する場合、健側の乳輪を半円状、乃至は螺旋状に採取し、これを円形に整形して移植。採取部も同等の整形を行うなどの術式(反対側乳頭・乳輪移植法)があり、乳頭に関しては、健側の半分を移植し、健側に残された元側半分は整形して納める方法(composite graft法)などもある。
また乳輪に関しては、健側の乳輪の外周部を環状採取し(これにより健側乳輪はやや小振りなものとなる)、採取した一本の帯状乳輪を渦巻き状または輪状に植皮し円形に乳輪を形成する方法(反対側乳輪移植法)、その他野平法、S字状乳頭作成術など、様々な方法がある。
移植以外にも、乳頭に関しては局所皮弁法が一般的である。また、小陰唇や耳介からの移植、脂肪注入法や、皮弁内に耳介軟骨や人工骨を移植し長期間乳頭の隆起を保つ矢永法など、様々な方法がある。
なお、乳頭・乳輪の再建術は部分壊死などを起こすケースもあるが、感染はほとんど見られない。
乳輪に関しては前述のtattooなどの他、色素沈着のある大陰唇または外陰部からの移植などがある。乳輪については健側は弛緩と緊縮で大きさが変わる場合があるため、再建時には注意を要する。ちなみに男性の場合は陰嚢からの移植が行われる場合がある。
乳首が温存できる軽度の乳癌などの場合は乳首を下腹部に移植しておき、乳房再建後これを再移植することも可能である。参照 ナリマン・モタメド博士

## 整容性評価
乳房再建後の整容性評価について、沢井清司らは以下の最終案を報告した(第8回日本乳癌学会班研究「乳房温存療法の切除範囲と術後の整容性に関する研究」(2002 - 2003))。
|                                        | 得点                                                                   |
| -------------------------------------- | ---------------------------------------------------------------------- |
| 乳房の大きさ                           | 2点 (ほぼ等しい), 1点 (少し差がある), 0点 (かなり差がある)             |
| 乳房の形                               | 2点 (ほぼ等しい), 1点 (少し差がある), 0点 (かなり差がある)             |
| 瘢痕                                   | 2点 (目立たない), 1点 (少し目立つ), 0点 (かなり目立つ)                 |
| 乳房の硬さ                             | 2点 (柔らかい), 1点 (やや固い), 0点 (かなり固い)                       |
| 乳頭乳輪の大きさ・形                   | 1点 (左右差なし), 0点 (左右差あり)                                     |
| 乳頭乳輪の色調                         | 1点 (左右差なし), 0点 (左右差あり)                                     |
| 乳頭の位置(胸骨切痕からの距離の左右差) | 1点 (2cm未満), 0点 (2cm以上)                                           |
| 乳房最下垂点の位置(高さの左右差)       | 1点 (2cm未満), 0点 (2cm以上)                                           |
| 総合評価                               | 12 - 11点 : excellent, 10 - 8点 : good, 7 - 5点 : fair, 4 - 0点 : poor |